# شون ديفين
شون ديفين (بالإنجليزية: Sean Devine)‏ (6 سبتمبر 1972 في المملكة المتحدة - ) هو لاعب كرة قدم بريطاني في مركز الهجوم. شارك مع Republic of Ireland national football B team ‏. أما مع النوادي، فقد لعب مع أنورثوسيس فاماغوستا ونادي إكزتر سيتي ونادي بارنت ونادي ميلوول وويكمب وندررز ونادي بروملي ونادي وكينغ ونادي فيشر أثليتيك وMetro FC (New Zealand) ‏ وNew Zealand Knights FC ‏.

## وصلات خارجية
- شون ديفين على موقع قاعدة بيانات كرة القدم.إي يو (الإنجليزية)
- شون ديفين على موقع Soccerbase.com (لاعب) (الإنجليزية)